# 50e cérémonie des Kansas City Film Critics Circle Awards
La 50e cérémonie des Kansas City Film Critics Circle Awards (KCFCC Awards), décernés par la Kansas City Film Critics Circle, a eu lieu le 14 décembre 2014, et a récompensé les films sortis cette année.

## Palmarès
- Meilleur film :
  - Birdman

- Meilleur réalisateur :
  - Richard Linklater pour Boyhood

- Meilleur acteur :
  - Michael Keaton pour Birdman

- Meilleure actrice :
  - Rosamund Pike pour Gone Girl

- Meilleur acteur dans un second rôle :
  - Edward Norton pour Birdman

- Meilleure actrice dans un second rôle :
  - Patricia Arquette pour Boyhood

- Meilleur scénario original :
  - Birdman – Alejandro González Iñárritu, Nicolás Giacobone, Alexander Dinelaris et Armando Bo

- Meilleur scénario adapté :
  - Obvious Child – Gillian Robespierre, Karen Maine, Elisabeth Holm et Anna Bean

- Meilleur film en langue étrangère :
  - Ida  Pologne

- Meilleur film d'animation :
  - La Grande Aventure Lego (The Lego Movie)

- Meilleur film documentaire :
  - Citizenfour

- Meilleur film de science-fiction, d'horreur ou fantastique (Vince Koehler Award) :
  - The Babadook